# سبک‌شناسی معماری ایرانی
سبک‌شناسی معماری ایرانی، کتابی با موضع معماری است که توسط محمدکریم پیرنیا تاریخ پژوه معماری ایران نوشته و توسط انتشارات پ‍ژوه‍ن‍ده‌م‍ع‍م‍ار نخستین بار در سال ۱۳۸۰ به چاپ رسیده‌است. این کتاب که در کنار اصول معماری ایران یکی از دو پژوهش او دربارۀ معماری سنتی ایران به شمار می‌آید، درواقع درس‌گفتارهای پیرنیا را شامل می‌شود که توسط غلامحسین معماریان تدوین شده‌است. پیرنیا در این کتاب ابتدا چگونگی تکوین و تکمیل اصول پنج‌گانۀ معماری سنتی ایران در طی زمان را نشان داده و سپس دربارهٔ یکایک آن اصول که در منابع گوناگون پراکنده‌است اطلاعاتی را که از منابع اصیل جمع‌آوری کرده به زبانی منسجم بیان کرده‌است. وی در کلیات این اصول تأمل کرده و شایستگی آن‌ها برای تبیین معماری ایرانی را سنجیده‌است.

## پدیدآورندگان کتاب
کتاب را محمدکریم پیرنیا نوشته‌است که معاون فنی سازمان حفاظت آثار باستانی در زمینهٔ ترمیم، تعمیر و احیاء بناها و آثار باستانی و استاد دانشگاه‌های تهران و شهید بهشتی بود. ویراستار آن علی محمد رنجبر کرمانی رئیس گروه معماری در دانشگاه قم و استاد دانشگاه است و تدوین‌کننده غلامحسین معماریان دانشیار و عضو هیئت علمی دانشگاه علم و صنعت ایران در رشته معماری است.

## اصول معماری ایرانی
به باور پیرنیا معماری ایران در مقایسه با دیگر نظام‌های معماری جهان ویژگی‌های متمایزی را داراست. وی به ویژگی‌هایی چون طراحی مناسب، محاسبات دقیق، فرم درست پوشش، رعایت مسائل فنی و علمی در ساختمان، ایوان‌های رفیع، ستون‌های بلند و بالاخره تزئینات گوناگون اشاره کرده که هریک در عین سادگی باعث شکوه در آثار معماری ایران شده‌است. پیرنیا ۵ اصل بنیادی برای معماری ایرانی ذکر کرده‌است که عبارت‌اند از درون‌گرایی، پرهیز از بیهودگی، مردم‌واری، خودبسندگی، و نیارش.

### ۱- درونگرایی
یکی از باورهای مردم ایران زندگی شخصی و حرمت آن بوده که این امر به گونه‌ای معماری ایران را درون‌گرا ساخته‌است. معماران ایرانی با سامان دهی اندام‌های ساختمان در گرداگرد یک یا چند میانسرا، ساختمان را از جهان بیرون جدا می‌کردند و تنها یک هشتی این دو را به هم پیوند می‌داد.
معماران ایرانی با ساماندهی اندامهای ساختمان در گرداگرد یک یا چند میانسرا، ساختمان را از جهان بیرون جدا می‌کردند و تنها یک هشتی این دو را به هم پیوند می‌داد. خانه‌های درونگرا در اقلیم گرم و خشک، همچون بهشتی در دل کویر هستند، فضای درونگرا مانند آغوش گرم بسته‌است و از هر سو رو به درون دارد.
بخش بیرونی، آذین‌های بیشتری نسبت به اندرونی داشت. معماران حتی در ساختمان‌های برونگرا مانند کوشک میان باغ‌ها، نیز درونگرایی را پاس می‌داشتند. کوشک‌ها ساختمانهایی برونگرا بودند که گرداگرد آن‌ها باز بود و از هر سو به بیرون باز می‌شدند. بیشتر خانه‌های غربی یا شرق آسیا چنین هستند..
ویژگی معماری غیرقابل انکار آثار و ابنیه‌ای مانند خانه، مسجد، مدرسه، کاروانسرا، حمام و غیره مربوط به خصوصیت درون گرایانه آن است که ریشه‌ای عمیق در مبانی و اصول اجتماعی –فلسفی این سرزمین دارد.
درون‌گرایی در جستجوی حفظ حریم محیطی است که در آن شرایط کالبدی با پشتوانه تفکر، تعمق و عبادت به منظور رسیدن به اصل خویش و یافتن طمانینهٔ خاطر و آرامش اصیل در درون، به نظمی موزون و متعالی رسیده‌است. به‌طور اعم و بر اساس تفکر شرقی و در سرزمین‌های اسلامی؛ جوهر فضا در باطن است و حیاط درونی، به وجود آورنده اساس فضا است.

### ۲- پرهیز از بیهودگی
در معماری ایران تلاش می‌شده کار بیهوده در ساختمان‌سازی نکنند و از اسراف پرهیز می‌کردند. این اصل هم پیش از اسلام و هم پس از آن مراعات می‌شده‌است. در قرآن آمده «مؤمنان، آنان‌که از بیهودگی روی گردانند».
در زیگورات چغازنبیل از ۱۲۵۰ پیش از میلاد، می‌توان کاربرد کاشی را دید. در این ساختمان، اِزاره دیوارها را با کاشی آبی آمود کرده‌اند. چون هنگام رفت و آمد مردم، برخورد به پای دیوار بیشتر بوده‌است، و چون خشت در برابر باران آسیب می‌دیده، نمای ساختمان را با آجر پوشانده‌اند.
همچنین از کاشی در آمود گنبدها بهره‌گیری می‌کردند و آن را پر از نقش و نگار می‌کردند. این تکه‌های رنگی کاشی، آسانتر تعمیر و بازسازی می‌شدند. کاشی عمر زیادی ندارد و پس از زمانی از جا کنده شده و فرو می‌ریزد، به ویژه در جاهایی که برف و یخ هم باشد. اگر رویه‌ای یکرنگ باشد، بازسازی بخش کنده شده دشوار می‌شود و کار دو زنگ در می‌آید؛ ولی هنگامی که تکه‌تکه و چند رنگ باشد کار آسانتر است.

### ۳- مردم‌واری
مردم محوری به معنای رعایت تناسب میان اندام‌های ساختمانی با اندام‌های انسان و توجه به نیازهای او در کار ساختمان‌سازی است. در ایران هم مثل مکان‌های دیگر، معماری هنری وابسته به زندگی است. . پهنای اتاق خواب به اندازه یک بستر است و افراز طاقچه به اندازه‌ای است که نشسته و ایستاده به آسانی در دسترس باشد و از طرفی تالار که مخصوص مهمان است به اندازه‌ای پهناور بوده که شایسته پذیرایی باشد.

### ۴- خودبسندگی
معماران ایرانی تلاش می‌کردند ساخت مایهٔ مورد نیاز خود را از نزدیک‌ترین جاها به دست می‌آوردند و چنان ساختمان می‌کردند که نیازمند به ساختمایهٔ جاهای دیگر نباشد و «خودبسنده» باشند. بدین گونه کار ساخت با شتاب بیشتری انجام می‌شده و ساختمان با طبیعت پیرامون خود «سازگارتر» درمی‌آمده‌است و هنگام نوسازی آن نیز همیشه ساختمایهٔ آن در دسترس بوده‌است.
معماران ایرانی بر این باور بودند که ساختمایه باید «بوم آورد» یا «ایدری» (اینجایی) باشد. به گفتهٔ دیگر فرآورده (محصول) همان جایی باشد که ساختمان ساخته می‌شود و تا آنجا که شدنی است از امکانات محلی بهره‌گیری شود.
برای نمونه در ساخت تخت جمشید بهترین را از یک کان (معدن) در نزدیکی دشت مرغاب به دست می‌آوردند و با ارابه‌های چوبی به پارسه می‌رساندند. این سنگ را بیشتر برای روکش دیوارهای ستبر خشتی به کار می‌بردند. فرآوردن خشت نیز کاری بسیار ساده بوده‌است.
باز برای نمونه، در محلهٔ شارستان یزد، زمین تا ژرفای دو متری از جنس خاک رُس و پایین‌تر از آن، جنسی به نام چلو یا کرشک است که لایه‌ای بسیار سخت است. معماران خاک رُس را برداشته و روی لایهٔ سخت، با همان خاک ساختمان می‌ساختند.
بدین گونه شاید بتوان انگیزهٔ بنیادی بهره‌گیری از تاق و گنبد در معماری ایران را باور به «خودبسندگی» در ساختمان‌سازی دانست.

### ۵- نیارش
واژهٔ «نیارش» در معماری گذشتهٔ ایران بسیار به کار می‌رفته‌است. نیارش به دانش ایستایی، فن ساختمان و ساختمایه (مصالح) شناسی گفته می‌شده‌است.
معماران گذشته به نیارش ساختمان بسیار توجه می‌کردند و آن را از زیبایی جدا نمی‌دانستند. «پیمون»، اندازه‌های خردو یکسانی بود که در هرجا در خور نیازی که بدان بود به کار گرفته می‌شد. پیروی از پیمون هرگونه نگرانی معمار را دربارهٔ نااستواری یا نازیبایی ساختمان از میان می‌برده، چنان‌که یک گِلکار نه چندان چیره‌دست در روستایی دور افتاده می‌توانست با به کار بردن آن، پوشش گنبدی را به همان گونه انجام دهد که معمار کار آزموده و استاد پایتخت، معماران همراه با بهره گیری از پیمون و تکرار آن در اندازه ها و اندام ساختمان را بسیار گوناگون از کار در می‌آورند هیچ دو از ساختمانی یکسان کار در نمی‌آید و هر یک ویژگی خود را داشت گرچه از یک پیمون در آنها پیروی شده بود.

## شیوه‌های معماری ایران
پیرنیا در ایت کتاب همچنین آثار معماری ساخته‌شده در جغرافیای ایران را بر اساس دوره‌بندی تاریخی و تأثیر عوامل مختلف موجود در هر دوره بر معماری و ساخت بنا، به ۶ شیوه (یا سبک) تقسیم کرده‌است. او برای این سبک‌ها نام‌هایی در نظر گرفته که با منطقه، قومیت و حکومت‌های هر عصر مطابقت دارند و عبارت‌اند از سبک‌های پارسی، پارتی، خراسانی، رازی، آذری، اصفهانی.

### سبک پارسی
شیوهٔ پارسی نامی‌ست که پیرنیا برای توصیف معماری دورۀ هخامنشیان برگزیده و آن را یکی از شیوه‌های معماری ایرانی دسته‌بندی کرده‌است. به باور پیرنیا سبک غالب معماری ایران شیوهٔ پارسی در دورهٔ هخامنشیان را می‌توان با عنوان سبک پارسی توصیف کرد. او به پاسارگاد، سیلک، چغازنبیل، و تخت جمشید به عنوان نمونه‌هایی از این سبک اشاره می‌کند.
استفاده از سنگ بریده منظم و تمیز، گاهی حتی با صیقل زدن، و تهیه بهترین مصالح از نظر کیفیت، رنگ و دوام از هر منبعی که امکان‌پذیر است، بسیار مهم است. استفاده از سنگ‌ریزه در ساخت پایه‌ها، قرار دادن ستون‌ها در فواصل حداکثر ممکن از یکدیگر و اندازه بلندی معقول آن‌ها نسبت به زمین، همچنین چیدمان مناسب برای توزیع بار سقف بر روی ستون‌ها، از اهمیت ویژه‌ای برخوردار است. برای پوشش از شاه‌تیر، تیرچه چوبی تخته بریده و درودگری شده استفاده می‌شده‌است.
آرایش دیوار‌های اطراف پلکان‌های کوتاه با نقش‌های برجسته و کنگره‌های زیبا و متناسب. ساخت دیوار‌های جداکننده با استفاده از خشت خام و تزیین آن‌ها با رنگ کاشی لعاب‌دار. انتخاب بهترین مصالح برای فرش‌بندی کف در زمان ساخت. نصب سایبان و آفتاب‌گیر برای ساختمان‌هایی که احتیاج به این امکانات دارند.
در معماری سبک پارسی از چوب به‌سادگی برای پوشش دهانه‌هایی از ۲٫۵ تا ۳٫۵ گز بهره‌گیری می‌شد؛ اما در معماری تخت جمشید دهانه بین دو ستون به حدود ۶ گز گسترش یافته و این بیشترین اندازه دهانه چوبی پوشش در جهان در آن زمان بود. در پارس چنین چوب‌هایی موجود نبود از این رو، معماران از جبل عامل لبنان چوب‌های درخت کنار را از طریق راه شوش به تخت جمشید منتقل کرده و مورد استفاده قرار می‌دادند.
همچنین اتاق‌هایی می‌ساختند که دو ستون در میان آن‌ها بود و دو تیر چوبی را روی هم با کنف می‌بستند و روی ستون‌ها می‌گذاشتند. بدین گونه به توانایی باربری تیر می‌افزودند. در سبک پارسی، نوآوری‌های شگفت‌انگیز در ساخت آسمانه‌ها به کار برده شده است. به عنوان مثال، در تیر ریزی آسمانه، برای جلوگیری از اینکه تیرچه‌ها در دو دهانه کنار هم، وزن بار را روی یک تیر باربر نگذارند، روش چیدن آن‌ها تغییر می‌کرد؛ به طوری که سر هر تیرچه بالشتکی به عرض یک تیر باربر می‌یافت و این باعث بهبود توزیع بار بر روی تیرچه می‌شد.

### پارتی
شیوه پارتی نامی‌ست که پیرنیا برای توصیف معماری دورۀ اشکانیان (پارت) برگزیده و آن‌ را یکی از شیوه‌های معماری ایرانی دسته‌بندی کرده‌است. به باور پیرنیا نیایشگاه آناهیتا در کنگاور نمونه‌ای از معماری پارتی را نشان می‌دهد.

### خراسانی
شیوه خراسانی نامی‌ست که پیرنیا برای توصیف معماری قرون اولیۀ اسلامی انتخاب کرده‌است. به باور پیرنیا این شیوه در قرن اول هجری آغاز شده و تا قرن چهارم ادامه داشته‌است. او می‌گوید هنر ساسانیان و خصوصاً بناهای طاق‌قوسی چون ایوان مداین و طاق کسری بر سبک خراسانی بیشترین تأثیر را گذاشته‌بوده‌اند. مساجد در این عصر بسیار ساده هستند. ویژگی چشمگیر شیوۀ خراسانی، طراحی مساجد به صورت شبستانی یا چهل‌ستونی و قوس‌ها به صورت بیضی یا تخم‌مرغی است. پرنیا از مسجد جامع فهرج و مسجد تاریخانه دامغان (خدای‌خانه دامغان) و عمارت الیاس خراسانی در نیشابور به عنوان نمونه‌هایی از سبک خراسانی اشاره می‌کند.

### رازی

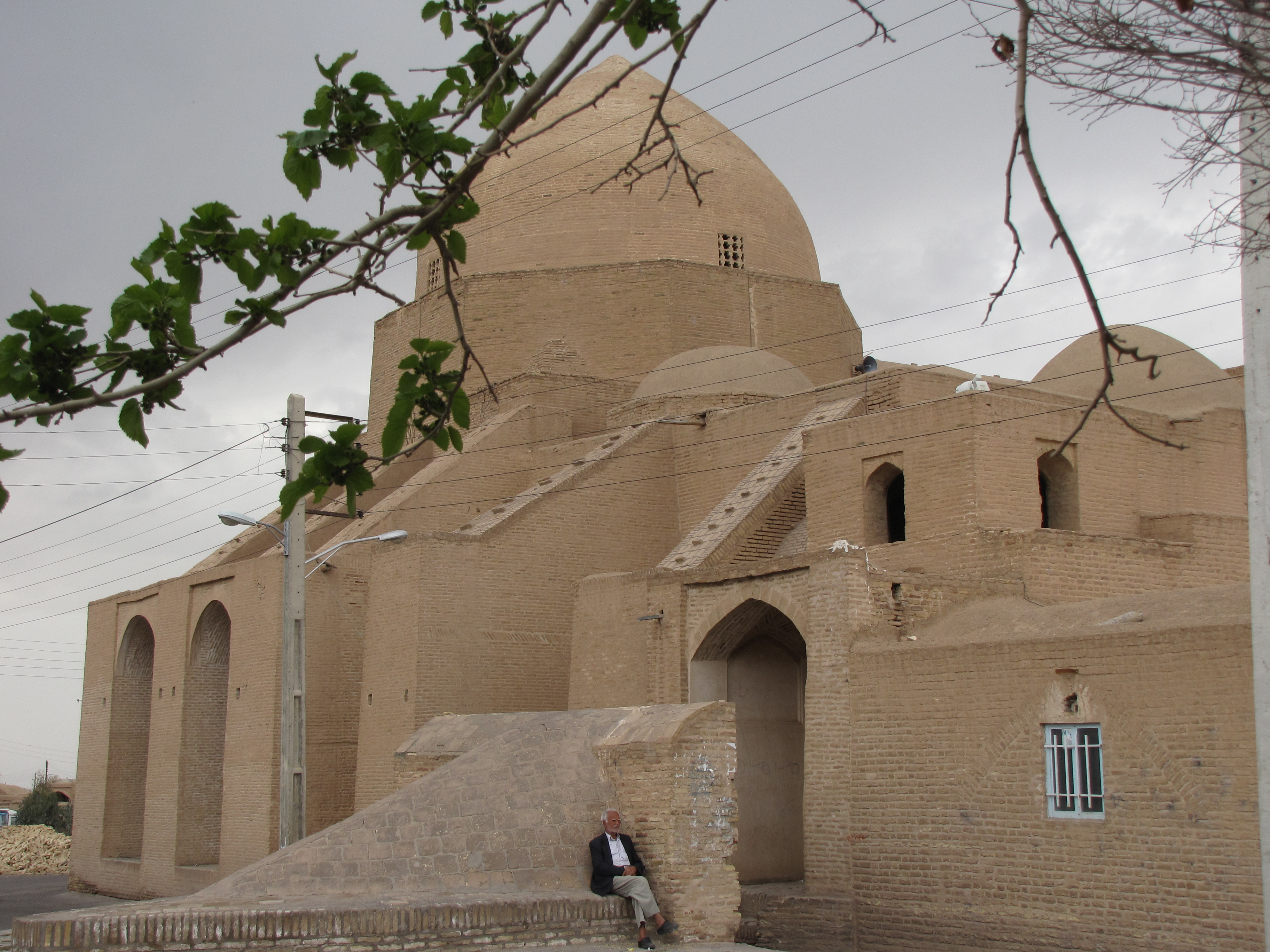
مسجد جامع اردستان

شیوهٔ رازی نامی‌ست که پیرنیا برای توصیف معماری سدهٔ پنجم تا آغاز سدهٔ هفتم (معاصر با حکومت‌های سامانیان، سلجوقیان و خوارزمشاهیان) انتخاب کرده و آن را به عنوان شیوه‌ای در معماری ایرانی دسته‌بندی کرده‌است.
سبک رازی که نام خود را از مرکز اصلی توسعۀ آن یعنی ری و راز گرفته‌است، در ابتدا از منطقۀ طبرستان در شمال ایران آغاز شد. پیرنیا از شیوۀ رازی به عنوان متنوع‌ترین شیوهٔ معماری ایران نام می‌برد که در آن دقت شیوهٔ خراسانی و شکوه شیوهٔ پارتی همزمان مورد استفاده قرار گرفته‌است. پیرنیا به لحاظ تاریخی آغاز بروز ویژگی‌های معماری سبک رازی را از دوران آل زیار دانسته و تداوم آن را تا حملهٔ مغول پابرجا ارزیابی کرده‌است و از دورهٔ سلجوقیان و به‌ویژه دوران وزارت خواجه نظام‌الملک به عنوان اوج این شیوه یاد می‌کند. در آن دوران بود که طرح‌هایی به صورت ۴ گوش، ۶ گوش، ۸ گوش، دایره، استوانه، مستطیل و مربع مستطیل برای ساخت مساجد استفاده، و طرح ۴ ایوانه شدن مساجد از طریق تخریب ستون‌های کنار محراب و ستون‌های کنار میانسراها و ایجاد ۴ ایوان و یک گنبد روی همان طرح شبستان ایجاد شد. گنبدهای دوپوسته و گره‌سازی آجر و کاشی نیز در همین زمان رواج یافت. به باور پیرنیا در این سبک تاق و گنبد از شکوه بیشتری برخوردار شدع و به جای تمسک به سبک خراسانی که در آن تاق به‌صورت ساده ساخته می‌شد، از تاق چهار ترک، تاق کُلنبو، تاق کاربندی و چهاربخش استفاده شد و گنبدها هم به صورت گسسته رک ساخته می‌شدند. تعداد مقبره‌ها و مناره‌هایی که در دورهٔ سلجوقی ساخته شد حتی از تعداد ساخت کاروانسراها و مدارس هم بیشتر بوده‌است. پیرنیا خصوصیات اصلی سبک رازی را ساخت آرامگاه‌های برجی، انواع طاق‌ها، ایوان‌های ۴ گانه و استفاده از مصالح مرغوب برای ساخت بنا برشمرده‌است.
معماری این دوره را می‌توان مجموعه‌ای از تمام معماری‌های گذشته ایران دانست در این زمان بود که ادبیات ایران نیز زنده گشت و فردوسی شاهنامه را برای ایرانیان به جا گذاشت که یکی از پر افتخارترین آثار ادبی ایران است. معماری نیز در این دوره با نغز کاری پارسی، شکوه و عظمت پارتی و ریزه کاری خراسانی همراه بود.
محمدکریم پیرنیا قبل از انتشار این کتاب نیز در مقالۀ «سبک‌شناسی معماری ایران» (۱۳۴۷) سبک‌های معماری را به زادگاه‌های آن‌ها نسبت داده و از «سبک رازی» نام می‌برد. معماری در این دوره مشخصات معماری گذشته را در کاربری‌های جدید به کار برد. در این دوره با فراوانی‌های انواع معماری روبرو هستیم که در آن‌ها از معماری‌های قبل از اسلام الگو گرفته شده و ساخته گردیده‌اند. در واقع با تشکیل حکومت سامانیان در شرق امپراتوری اعراب، اولین حکومت نیمه مستقل ایرانی تشکیل شد حکومت طولانی و نسبتاً طولانی این دولت باعث شد نهضتی آغاز شود که به درستی از سوی بسیاری از محققان به عنوان تجدید حیات علمی و ادبی ایران دوره اسلامی نامگذاری شده‌است که در حدود چهار قرن که با دولت سامانیان آغاز و حضیض آن با دولت خوارزمشاهیان است.
علت وقوع چنین نهضتی را که حدود چهار قرن قبل از این در در چین آغاز شد و چهار قرن بعد از افول آن در اروپا تحت رنسانس آغاز شد را مورخان و جامعه شناسان چنین متذکر شده‌اند:

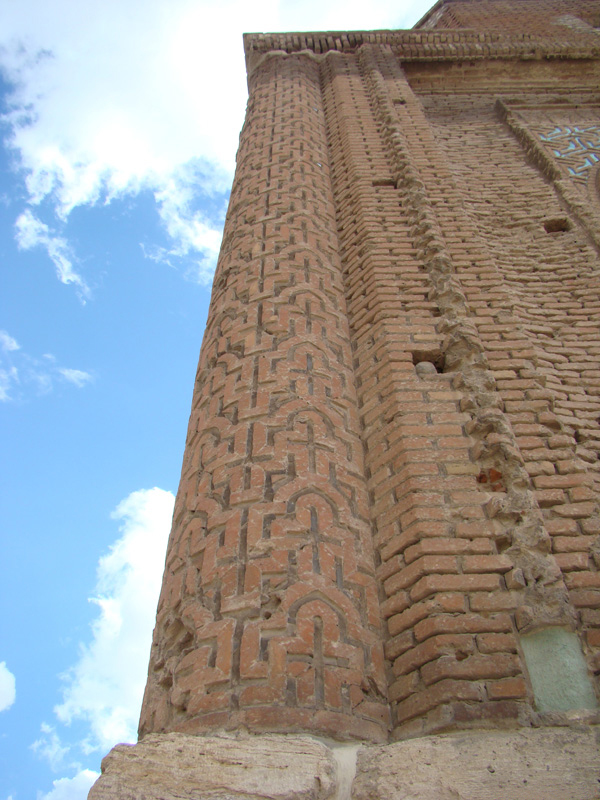
گنبد سرخ در مراغه

- به هم ریختن نظام کاستی و جایگزین شدن جهان بینی اسلامی به جای تقسیم ارثی و اجتماعی کار، موقعیت اجتماعی و روابط ناشی از آنها
- آمیخته شدن تمدن‌ها متفاوت، یونانی و مصری از یک سو و هندی و ایرانی از سوی دیگر در معجونی از فرهنگ‌ها محلی از بلخ تا اندلس چون ماده خام در تفکر و جهان بینی اسلامی به هم جوش می‌خورد و تمدن و هنر اسلامی را پایه‌گذاری می‌کند و تمدن و هنری که بنا به مورد خاص و به ویژه در ایران سبب تجدید حیاط علمی و ادبی و هنری و رجوع به سنت‌ها و رفتارهای کهن می‌گردد.
- اختراع کاغذ در چین و رسیدن آن در قرن اول هجری قمری به سمرقند که موجب تکوین و تکثیر نظریه‌های گردید
- امکان برخورد آزاد عقاید مختلف با یکدیگر به‌خصوص و در قرن دوم هجری قمری و نظریه پردازیهایی که در همه زمینه‌ها، علی‌رغم ستیزهای عقیدتی وجود می‌داشت.

که شاید بتوان چنین گفت که در این دوره، در سر هوای بازگرداندن ایران به قدرت ساسانی را داشتند که سعی بر آن داشتند که در معماری که در این دوران به جا می‌گذاشتند در واقع اشکال و ترکیبات هندسی بنا برای بیان قدرت و بقا به کار گرفته شود و نهایت سعی را در ایجاد ارزش‌های شکلی ماندگار و بی‌نظیر به عمل می‌آوردند.
در معماری این دوره عملاً با توجه به موارد بالا با گوناگونی بناها روبرو هستیم در این دوره همانند دوره‌های قبل از اسلام مدرسه به عنوان بنایی جدا وارد معماری شد و بناهای چهار ایوانی نیز از نو زنده شده و تزئینات نیز به بناها بازگردانده شد.
دونالد ویلبر معماری سلجوقی (سبک رازی) را برگرفته از سبک معماری ساسانیان می‌داند، به ویژه در شکل و نسبت‌های گنبدها.
می‌توان دستاوردهای معماری این دوره را به صورت زیر دانست:
- پدید آمدن ساختمان با کارکردهای متفاوت همچون مدارس، آرمگاه‌ها و…
- استفاده از طرح چهار ایوانی در بناها
- استفاده از تاقهای چهار بخش، کاربندی، تاق کلنبو و تاق چهار ترک
- ساخت گنبد به روش‌های مختلف همچون گنبد رک و گسسته ناری و ابداع گنبد دوپوسته و گنبد ترکین با تویزه
- استفاده دوباره از مصالح مرغوب در بناها
- به کاربردن آجر پیشبر به دو صورت لعاب دار و بی لعاب
- ابداع شیوه معقلی که گره‌سازی با آجر و کاشی است.
- به کار بردن نگاره‌های آجری با خطوط شکسته و مستقیم
- به کار بردن انواع گچ بری‌ها در بناها

1. گچ بری شیر شکری با برجستگی کم
2. گچ بری برجسته با برجستگی بیشتر
3. گچ بری زبره با برجستگی بیشتر بدون ساییدگی گوشه‌ها
4. گچ بری برهشته با برجستگی زیاد

آنچه مسلم است دوره رازی را می‌توان رنسانسی برای ایران قدیم دانست که متأسفانه با حمله مغول به این کشور اکثر آثار این دوره نابود شد.
پیرنیا از گنبد عالی ابرکوه، گنبد سرخ مراغه، برج استوانه‌ای مراغه، گنبد کبود مراغه به عنوان چند بنای مهم شیوۀ رازی در مراغه یاد می‌کند.

### آذری

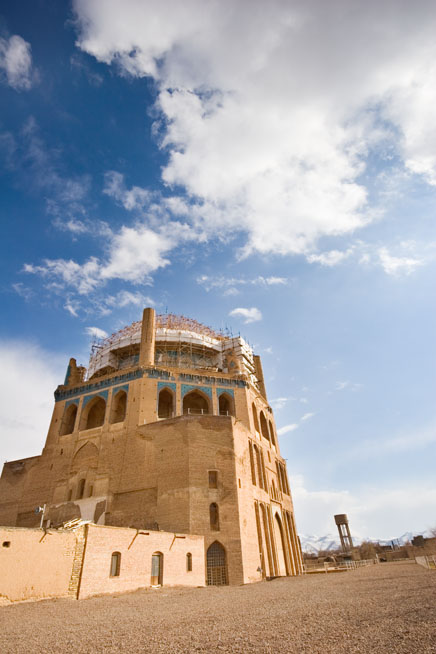
گنبد سلطانیه، آرامگاه الجایتو (سلطان‌محمد خدابنده)

شیوه آذربایجانی نامی‌ست که پیرنیا برای توصیف معماری دورهٔ حکومت ایلخانان بر ایران (۶۵۴–۷۳۶ق /۱۲۵۶–۱۳۳۶م) انتخاب کرده و آن را به عنوان شیوه‌ای در معماری ایرانی دسته‌بندی کرده‌است.
سبک آذری نام خود را از خوزۀ رواج اصلی آن یعنی آذربایجان گرفته، اما با نام‌های دیگری مانند سبک مغول یا ایرانی - مغول نیز نامیده و شناخته شده‌است.
دونالد ویلبر «معماری سلجوقی» (شیوه رازی) را شکل ابتدایی «سبک ایلخانی» (شیوه آذری یا سبک ایرانی-مغولی) می‌داند و خود معماری سلجوقی را نیز برگرفته از سبک پیش از اسلام معماری ساسانی می‌داند، به ویژه در شکل و نسبت‌های گنبدها.
پیرنیا می‌نویسد پس از اینکه هولاکو در سال ۶۵۷ق/۱۲۵۹م در مراغه مستقر شد، معماری ایرانی ترقی کرد و در پی دگرگونی‌های سیاسی، اجتماعی و اقتصادی در جامعه، سبک رازی (معماری دوره سلجوقی) نیز تغییر کرد و «سبک آذری» زاده شد. سبک آذری از مراغه آغاز شده و با نام «سبک مغولی» به تبریز و سلطانیه و سپس به سراسر ایران و خارج ایران رفت و روز به روز درخشان‌تر شد. در اوج سبک آذری، شاهکارهای معماری زمان جانشینان تیمور به ویژه شاهرخ (۸۰۷–۸۵۰ق/۱۴۰۴–۱۴۴۶م) بنا شدند. پیرنیا سبک آذری را بر معماری دو دوره ایلخانی و تیموری منطبق می‌سازد اما بیشتر پژوهشگران، هنر و معماریِ دو دوره مغول (ایلخانی) و تیموری را دو دوره مختلف جدا از یکدیگر دانسته‌اند.

### اصفهانی

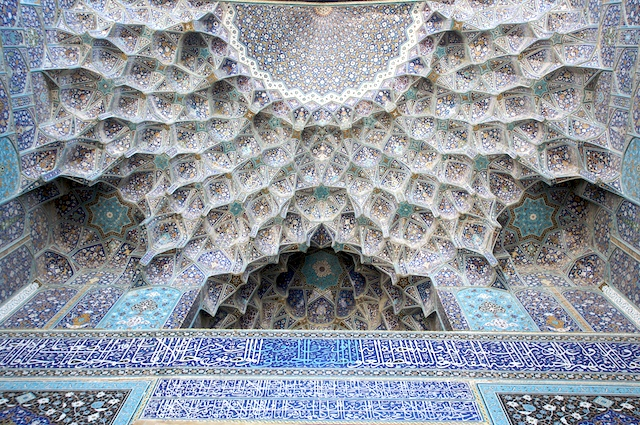
مسجد شاه

شیوۀ اصفهانی نامی‌ست که پیرنیا برای توصیف معماری دورهٔ حکومت صفوی بر ایران انتخاب کرده و آن را به عنوان شیوه‌ای در معماری ایرانی دسته‌بندی کرده‌است.
پیرنیا شیوۀ اصفهانی را آخرین شیوۀ معماری سنتی ایرانی دانسته و دورۀ رواج آن را به دو دوره تقسیم کرده که دوره نخست آن به زمان قراقویونلوها و زمان حکومت صفویه بازمی‌گردد که از آن به عنوان دوره شکوفایی شیوۀ اصفهانی یاد می‌کند.
به حکومت رسیدن سلسله صفوی در ایران موجب به وجود آمدن حکومتی شد که ایران بعد از سلسله ساسانیان به خود ندیده بود. مذهب (شیعه) و تشکیلات منضبط ناشی از آن باعث گردید که این دولت بر تمام شئون زندگی مرم مسلط گردد اوج گرفتن حیات عقلی شیعه در این دوره که ملازم با تجمع متفکران و اندیشمندان شیعه در مراکز عمده آن روزگار به ویژه اصفهان و تبادل آراء و افکار آنان است، دوره جدیدی را در زمینه حکمت و فلسفه شیعه به همراه داشت و جلوه از تمدن را در این کشور پایه‌گذاری کرد؛ و حکومت بنا به سنتها گذشته سازماندهی، راه‌اندازی و ایجاد تا سیسات و تجهیزات زیر ساختی را عمداً بر عهده گرفت در واقع این سیاست‌های را دنباله و الگو گرفته سیاست‌های ساسانیان می‌توان دانست. آنچه مشخص است که دولت صفوی جمع‌بندی از تاریخ چند هزارساله ایران بوده که مکتبی را تحت عنوان اصفهانی را از جمع‌بندی ماهرانه فلسفه، هنر، معماری و شهرسازی روز گار کهن ارائه کردو آن را با توجه به مصادیق و مفاهیم روز خود به جامعه معرفی کرد.

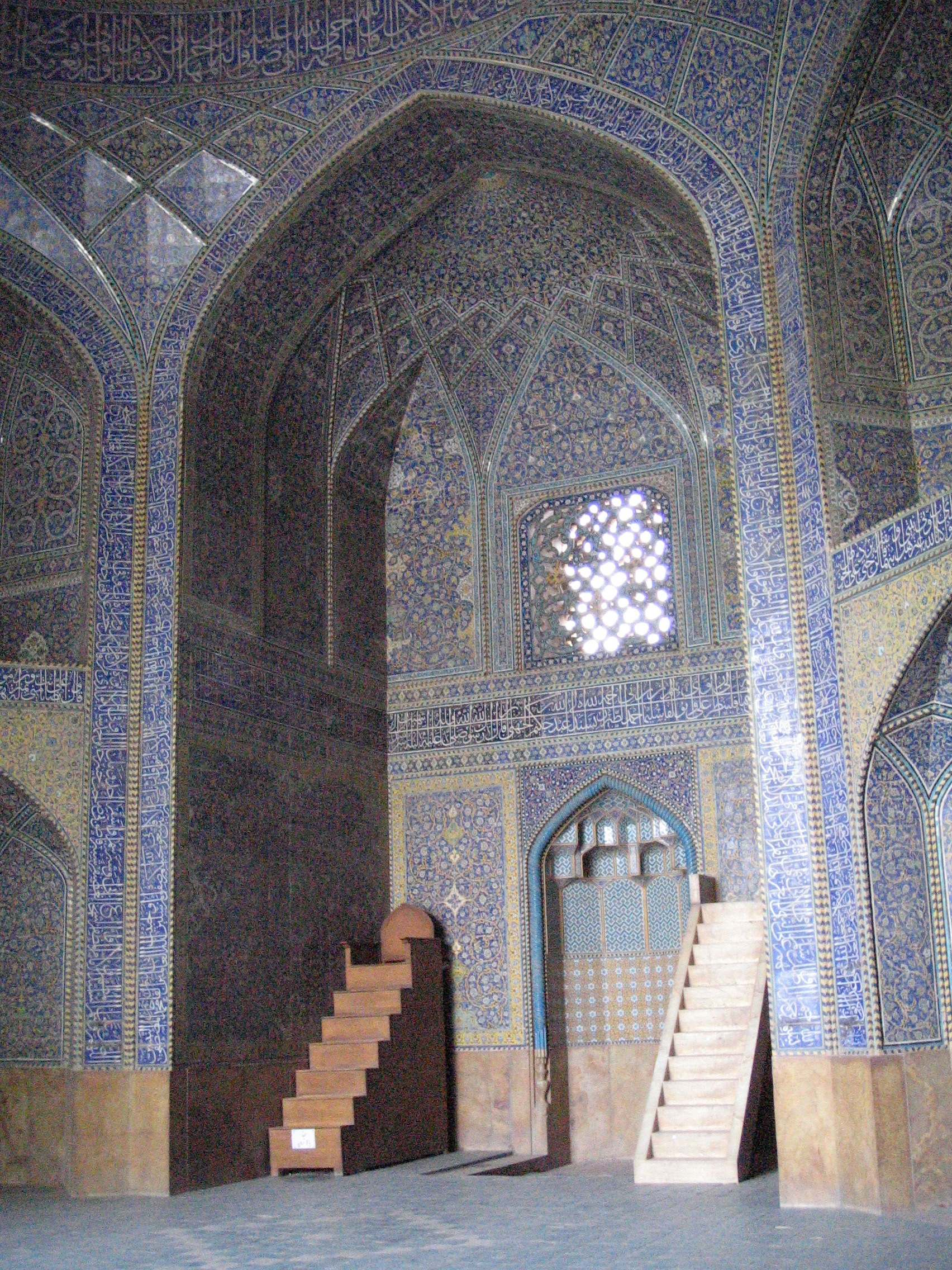
مدرسه چهارباغ اصفهان

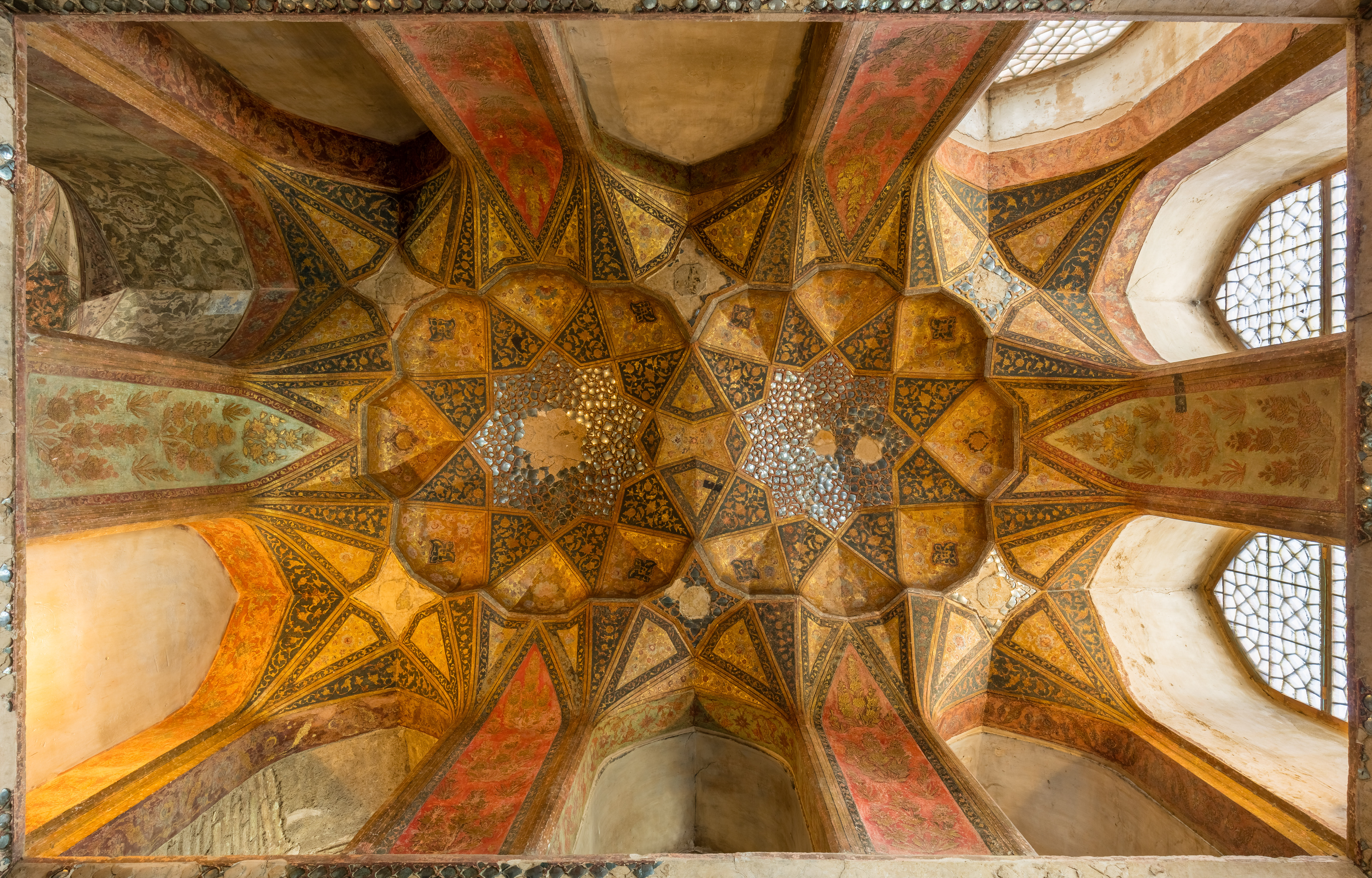
نمایی از سقف یکی از تالارهای کاخ هشت‌بهشت

از مظاهر بارز این دوره و آثار شکوهمند آن که هنوز هم در سر تا سر ایران نمود دارد این است که یکی شبکه راه‌های عمودبرهم بوده، که از کوهستان‌ها به داخل کویرها و نمکزارها گسترش یافته بودو دیگر ساختن رباطها و کاروانسراهای بزرگ و توقفگاه‌های آبرومند، کاخ‌ها و بستانهای زیبا و خوش‌منظر که در فواصل راه‌ها که در آن‌ها همه گونه وسائل آسایش و رفاه مردم فراهم آمده بود را دانست.
دورۀ دوم رواج شیوۀ اصفهانی در تقسیم‌بندی پیرنیا از زمان حکومت نادر آغاز و پس از زندیه با سلسله قاجاریه به اتمام می‌رسد. پیرنیا این دوره را دورۀ انحطاط معماری صفویه دانسته و از ورود معماری اروپایی در زمان قاجاریه به عنوان مهم‌ترین دلیل انحطاط آن نام برده‌است.
معماری در زمان افشاریه به علت لشکرکشی‌های پیاپی و عدم رسیدگی به مسائل داخلی کشور آثاری قابل توجه برای ارائه ندارد و در زمان زندیه هم به علت تمر کز حکومت در شیراز اکثر تأثیرات آن در شیراز پدیدار گشت و در زمان قاجار نیز به علت مسایل فنی و نبود نیروی کافی برای ساخت به صورت گذشته به آرامی کشور را از روند معماری ایرانی خارج کرد. اما دربارهٔ ویژگی‌های و دستاوردهای معماری اصفهانی نکات زیر را مورد اشاره قرار می‌دهد:
- ساده شدن طرح‌ها که در بیشتر ساختمان‌ها، فضاها چهار پهلو هستند
- هندسه ساده و شکل‌ها و خط‌های شکسته بیشتر استفاده می‌شد
- در ته‌رنگ ساختمان‌ها نخیر و نهاز کمتر شد ولی ساخت گوشه‌های پخ از این زمان رایج‌تر شد
- پیمون‌بندی و بهره‌گیری از اندام‌ها و اندازه‌های یکسان
- سادگی طرح در بناها هم آشکار گردید.

به باور پیرنیا بیشترین دستاوردهای این دوره در شهرسازی نمود یافت، چرا که از این دوره مجموعه‌های شهری قابل توجهی به جای مانده‌است.